# K Desktop Environment 2
K Desktop Environment 2 — вторая серия выпусков KDE. В этой серии было три основных выпуска.

## Основные обновления
K Desktop Environment 2 представила значительные технологические усовершенствования, по сравнению с предшественником.
DCOP (Desktop COmmunication Protocol), коммуникационный протокол-клиент, посредничаемый сервером через стандартную библиотеку ICE X11.
KIO — библиотека ввода-вывода приложений. Он прозрачен в сети и может обращаться к HTTP, FTP, POP3, IMAP, NFS, SMB, LDAP и локальным файлам. Более того, его дизайн позволяет разработчикам «забирать» дополнительные протоколы, такие как WebDAV, которые затем автоматически будут доступны для всех приложений KDE. KIO также может размещать обработчики для определенных типов MIME; эти обработчики затем могут быть встроены в запрашивающее приложение с использованием технологии KParts.
KParts, объектная модель компонента, позволяет приложению внедрять другое внутри себя. Технология обрабатывает все аспекты внедрения, такие как позиционирование панелей инструментов и вставка соответствующих меню, когда встроенный компонент активирован или деактивирован. KParts также может взаимодействовать с трейдером KIO, чтобы найти доступные обработчики для определенных типов MIME или служб/протоколов.
KHTML, совместимый с HTML 4.0 механизм рендеринга и рисования. Он поддерживает многие интернет-технологии, в том числе JavaScript, Java, HTML 4.0, CSS 2 и SSL для безопасной связи. Он совместим с плагинами Netscape, такими как Flash. KHTML также имеет возможность встроить компоненты в себя, используя технологию KParts.

## K Desktop Environment 2.0
Konqueror был представлен как веб-браузер, файловый менеджер и средство просмотра документов. Он использовал KHTML для отображения веб-страниц.
K Desktop Environment 2 также поставляется с начальным выпуском пакета KOffice, состоящего из приложения электронной таблицы (KSpread), приложения для векторного рисования (KIllustrator), приложения для обработки текста на основе кадра (KWord), презентационной программы (KPresenter), а также приложение диаграмм и диаграмм (KChart). Нативные форматы файлов были основаны на XML. KOffice включил язык сценариев и возможность встраивать отдельные компоненты друг в друга с помощью KParts.

## K Desktop Environment 2.1
В выпуске K Desktop Environment 2.1 был открыт медиаплеер noatun, в котором использовался модульный дизайн плагина. Для разработки K Desktop Environment 2.1 был связан с KDevelop.

## K Desktop Environment 2.2
В версии K Desktop Environment 2.2 было достигнуто 50%-ное сокращение времени запуска приложений в системах GNU/Linux и повышение стабильности и возможностей для рендеринга HTML и JavaScript. В Konqueror был добавлен ряд новых плагинов. В KMail была добавлена поддержка IMAP (включая SSL и TLS), в то время как KOrganizer получил поддержку iCalendar. Другие улучшения включали новую архитектуру печати на основе плагинов и мастер персонализации.

### Проект возвращения KDE
После празднования 20-летия KDE, вышел пере-релиз K Desktop Environment 1.1.2 14 октября 2016 года, сотрудник KDE и Fedora Хелио Чессини также создал пере-релиз Qt2 в октябре 2017 года и KDELibs 2.2.2 в декабре 2017 года.

## История версий
| Версия !! Дата |                       |
| 2.0.x          | 2.0.x                 |
| -------------- | --------------------- |
| 2.0            | 23 октября 2000 года  |
| 2.0.1          | 5 декабря 2000 года   |
| 2.1.x          |                       |
| 2.1            | 26 февраля 2001 года  |
| 2.1.1          | 27 марта 2001 года    |
| 2.1.2          | 30 апреля 2001 года   |
| 2.2.x          |                       |
| 2.2            | 15 августа 2001 года  |
| 2.2.1          | 19 сентября 2001 года |
| 2.2.2          | 21 ноября 2001 года   |